# Volo Air France 212 (1969)
Il volo Air France 212 era un volo passeggeri di linea internazionale da Santiago del Cile, in Cile, a Parigi, in Francia, con scali intermedi a Lima (Perù), Quito (Ecuador), Bogotà (Colombia), Caracas (Venezuela), Pointe-à-Pitre (Guadalupa, Francia), Santa Maria (Azzorre, Portogallo) e Lisbona (Portogallo). Il 3 dicembre 1969, un Boeing 707-320B operante il volo precipitò nell'Oceano Atlantico al largo di Caracas poco dopo il decollo dall'aeroporto Internazionale Simón Bolívar. Tutti i 62 a bordo persero la vita.

## L'aereo
Il velivolo coinvolto era un Boeing 707-320B, marche F-BHSZ, numero di serie 18459, numero di linea 335. Volò per la prima volta il 13 marzo 1963 e venne consegnato ad Air France pochi giorni dopo, il 30 marzo. Era alimentato da 4 motori turboventola Pratt & Whitney JT3D-3B. Al momento dell'incidente, l'aereo aveva sei anni e sei mesi.

## L'incidente
Tre minuti dopo il decollo dall'aeroporto Internazionale Simón Bolívar, in Venezuela, durante una salita notturna verso i 3 000 piedi (910 m), i piloti persero il controllo dell'aereo, che entrò in una picchiata e si inabissò nell'Oceano Atlantico, cinque chilometri al largo di Caracas. Il velivolo si schiantò in un tratto con acque profonde circa 50 metri, provocando la morte di tutti i 62 a bordo.

## Le indagini
Le cause del disastro rimangono tuttora sconosciute, poiché il Bureau d'Enquêtes et d'Analyses pour la sécurité de l'aviation civile (BEA) non pubblicò alcun rapporto riguardante l'incidente. I documenti relativi all'indagine sono segretati negli archivi nazionali francesi come 19880360/49 e 19880360/50 e non saranno resi pubblici fino al 2029, sessant'anni dopo l'incidente. Tuttavia, nel luglio 2017, diversi sindacati (ALTER, SNGAF, SNOMAC, SNPL Air France ALPA, SNPNC, SPAF, UNAC, PNC UNSA) richiesero che i file fossero pubblicati in anticipo.
I documenti, poiché segretati come "segreti della difesa" dal BEA e dalla Prefettura di polizia di Parigi, farebbero dedurre una possibile esplosione in volo causata da una bomba a bordo dell'aeromobile.
In un documento datato 7 agosto 1970, il BEA chiese al governo francese di stabilire un contatto diplomatico con le autorità venezuelane per recuperare tutte le prove relative a tracce sospette trovate sui vestiti e su alcuni detriti.
Il 17 novembre 1970, il Central Armament Laboratory di Parigi confermò che erano state trovate tracce di acetone in diverse sezioni dell'aereo. Vicino al carrello di atterraggio principale sinistro fu possibile dimostrare la presenza di nitrocellulosa, nitroglicerina e un altri nitro-derivati, che avrebbero potuto provenire dalla decomposizione di dinitrotoluene o di trinitrotoluene. Di conseguenza, in una lettera del 27 novembre 1970, il capo dell'Ispettorato generale dell'aviazione civile francese confermò in via ufficiale che l'analisi tecnica effettuata dai vari laboratori aveva evidenziato un'alta probabilità che la distruzione in volo dell'aeromobile potesse essere attribuibile a un atto criminoso.